# ريطة بنت عبيد الله الحارثي
رِيطة بنت عُبَيد اللَّه بن عَبْد الله بن عَبْد اَلمُدان بن الدَّيَّان الحارثِيّ، المعرُوفة اختصارًا رِيطَة الحارِثِيَّة، وهي سيَّدة يمانيَّة من بني عبد المدان من بني الحارث بن كَعْب المذحجية الكهلانية السَّبَئيَّة القحطانية وهم أشراف اليمن، تزوَّجت ريطة بالإمام مُحَمَّد بن عَلِيُّ العَبَّاسِيَّ، صاحب الدَّعوة العبَّاسِيَّة، والداعي بإقامة الخِلافة في بَني العَبَّاس بدلاً من بَني أُمَيَّة، وهو يلتقي مع النبيَُ مُحَمَّد صلَّ الله عليه وسلَّم في جده عبد المطلب.
أنجبت للإمام مُحَمَّد، ثلاثة أبناء، مِنهم عَبدُ الله الأصغر في سنة (104 هـ / 721 م) أوَّل خُلفاء الخِلافَة العَبَّاسِيَّة والمعرُوف باسم أبو العباس عبد الله السفاح، وذلك في قرية الحُمَيْمَة الواقعة ضمن بِلاد البلقاء من جند الأردُن.